# Ceraphron ater
Ceraphron ater är en stekelart som beskrevs av Alan Parkhurst Dodd 1914. Ceraphron ater ingår i släktet Ceraphron och familjen pysslingsteklar. Inga underarter finns listade i Catalogue of Life.